# Гіренко
Гіре́нко (також — Гире́нко) — українське прізвище.

## Відомі носії
- Гіренко Андрій Миколайович (* 1936) — український комсомольський та партійний діяч.
- Гіренко Андрій Павлович (1903—1995) — український вчений-агроном, доктор сільськогосподарських наук.
- Гіренко Микола Михайлович (1940—2004) — російський етнолог та правозахисник.
- Гиренко Олексій Юрійович (1988—2023) — солдат Збройних сил України, учасник російсько-української війни.
- Гіренко Павло Дмитрович (1911—1990) — будівельник, Герой Соціалістичної Праці.
- Гиренко Юрко Олександрович (1906—?) — український хоровий диригент.
- Гиренко Іван Олександрович — вчитель співів, земляк і палкий шанувальник таланту Миколи Лисенка, подвижник розвитку хорового співу, вчитель композитора Георгія Майбороди.